# À bicyclette (téléfilm)
Pour les articles homonymes, voir À bicyclette.
Pour plus de détails, voir Fiche technique et Distribution.
À bicyclette est un téléfilm français réalisé par Merzak Allouache, diffusé en 2001.

## Synopsis
Hiver 1995. Une grève générale des transports paralyse, depuis sept jours, Paris et ses environs. Emmitouflée dans un duffel-coat rouge, Anne, employée au tri postal, se rend à bicyclette à son travail. À quelques coups de pédales, Patrice, patron d'une blanchisserie industrielle, protégé par un masque des gaz d'échappement. Arrêtés côte à côte à un feu rouge, les deux cyclistes en herbe s'échangent un sourire amusé. À peine a-t-elle enfourché son vélo que la chaîne d'Anne déraille. Patrice freine précipitamment et fait montre de ses talents de bricoleur. En guise de remerciement, Anne lui offre un café dans son bistrot fétiche. Entre les deux, le courant passe… Le lendemain, Patrice, désireux de revoir sa belle inconnue, fait une halte au café. Anne, dont l'équipe a voté « le débrayage », est assise au comptoir. Patrice, qui s'apprête à livrer des draps dans un hôtel voisin, lui propose de l'accompagner. Attirés l'un vers l'autre, ils s'embrassent fougueusement dans la buanderie avant de décider de prendre une chambre dans ce même établissement. Le lendemain, Anne prête ses clés à Fabien, un collègue épuisé par ses trajets domicile-travail. Dans l'appartement, Fabien se retrouve nez à nez avec Gérard, le mari d'Anne, baroudeur disparu sous les tropiques six mois plus tôt...

## Fiche technique
- Réalisation : Merzak Allouache
- Scénario : Caroline Thivel, Pierre Schoeller et Merzak Allouache
- Musique : Jacques Ferchit et Jacky Delance
- Durée : 90 minutes
- Date de diffusion : 31 janvier 2001

## Distribution
- Bruno Todeschini : Patrice
- Élise Tielrooy : Anne
- Rochelle Redfield : Alison
- Arièle Semenoff : Chantal
- Arno Chevrier : Gérard
- Pascale Michaud : Cathy
- Philippe du Janerand : M. Richard
- Fadila Belkebla : Nadia
- Béatrice Michel : Véro
- Lydia Ewande : Marie-Victoire
- Matthieu Rozé : Fabien
- Gad Elmaleh : le veilleur de nuit
- Philippe Siboulet